# Carl Forssell
Carl Otto Forssell (Estocolmo, 25 de octubre de 1917-Ängelholm, 28 de noviembre de 2005) fue un deportista sueco que compitió en esgrima, especialista en la modalidad de espada.
Participó en tres Juegos Olímpicos de Verano entre los años 1948 y 1956, obteniendo dos medallas, bronce en Londres 1948 y plata en Helsinki 1952. Ganó siete medallas en el Campeonato Mundial de Esgrima entre los años 1938 y 1954.

## Palmarés internacional
| Juegos Olímpicos   | Juegos Olímpicos          | Juegos Olímpicos  | Juegos Olímpicos   |
| Año                | Lugar                     | Medalla           | Prueba             |
| ------------------ | ------------------------- | ----------------- | ------------------ |
| 1948               | Londres (Reino Unido)     | Medalla de bronce | Espada por equipos |
| 1952               | Helsinki (Finlandia)      | Medalla de plata  | Espada por equipos |
| Campeonato Mundial |                           |                   |                    |
| Año                | Lugar                     | Medalla           | Prueba             |
| 1938               | Pieštany (Checoslovaquia) | Medalla de plata  | Espada por equipos |
| 1947               | Lisboa (Portugal)         | Medalla de plata  | Espada por equipos |
| 1949               | El Cairo (Egipto)         | Medalla de plata  | Espada por equipos |
| 1950               | Montecarlo (Mónaco)       | Medalla de plata  | Espada individual  |
| 1950               | Montecarlo (Mónaco)       | Medalla de bronce | Espada por equipos |
| 1951               | Estocolmo (Suecia)        | Medalla de bronce | Espada por equipos |
| 1954               | Luxemburgo (Luxemburgo)   | Medalla de plata  | Espada por equipos |